# Fulles històriques de Sant Andreu de Palomar
Les Fulles històriques de Sant Andreu de Palomar són l’obra més coneguda de l’escriptor, poeta i sacerdot Joan Clapés i Corbera. Estan formades per nou volums editats per l'Editorial Catalònia entre els anys 1930 i 1931.
El precedent d’aquesta obra és el llibre Sant Andreu de Palomar que el mateix Joan Clapés va escriure arran de la decepció que va tenir amb l’agregació de l’antiga vila de Sant Andreu de Palomar amb Barcelona el 1897. Aquest llibre, publicat el 1900, es va integrar dins de les Fulles històriques.
Es consideren una font de referència per a la història de l’antiga vila Sant Andreu de Palomar. Recullen la seva història i fan un retrat de la població des de diferents perspectives, des de la història i l’arqueologia, fins a la geografia i la societat, amb un interès especial per les entitats, les tradicions i la vida dels principals personatges del municipi. Els nou llibres tenen els títols següents: La naturalesa (I), La parròquia (II), Aspectes diversos (III), Intervenció en les guerres i en les lluites (IV), El municipi (V), La vida social (VI), La vida social i biografies (VII), Biografies (VIII) i Els encontorns (IX). Igualment, inclouen informació sobre els municipis veïns i les noves barriades que s'anaven construint com Verdun, les Roquetes, la Trinitat, Finestrelles, les Carolines o la Prosperitat.
Les Fulles històriques de Sant Andreu de Palomar es van publicar per subscripció popular. Joan Clapés va aconseguir el finançament de 276 subscriptors, tant particulars com d’entitats, empresaris i botiguers de l’antiga vila del Pla de Barcelona.